# Fritz Morf
Fritz Morf (Burgdorf, 29 gennaio 1928 – Burgdorf, 25 giugno 2011) è stato un calciatore svizzero, di ruolo difensore.

## Palmarès

### Club

#### Competizioni nazionali
- Coppa Svizzera: 1

Grenchen: 1958-1959